# العرب والفكر التاريخي

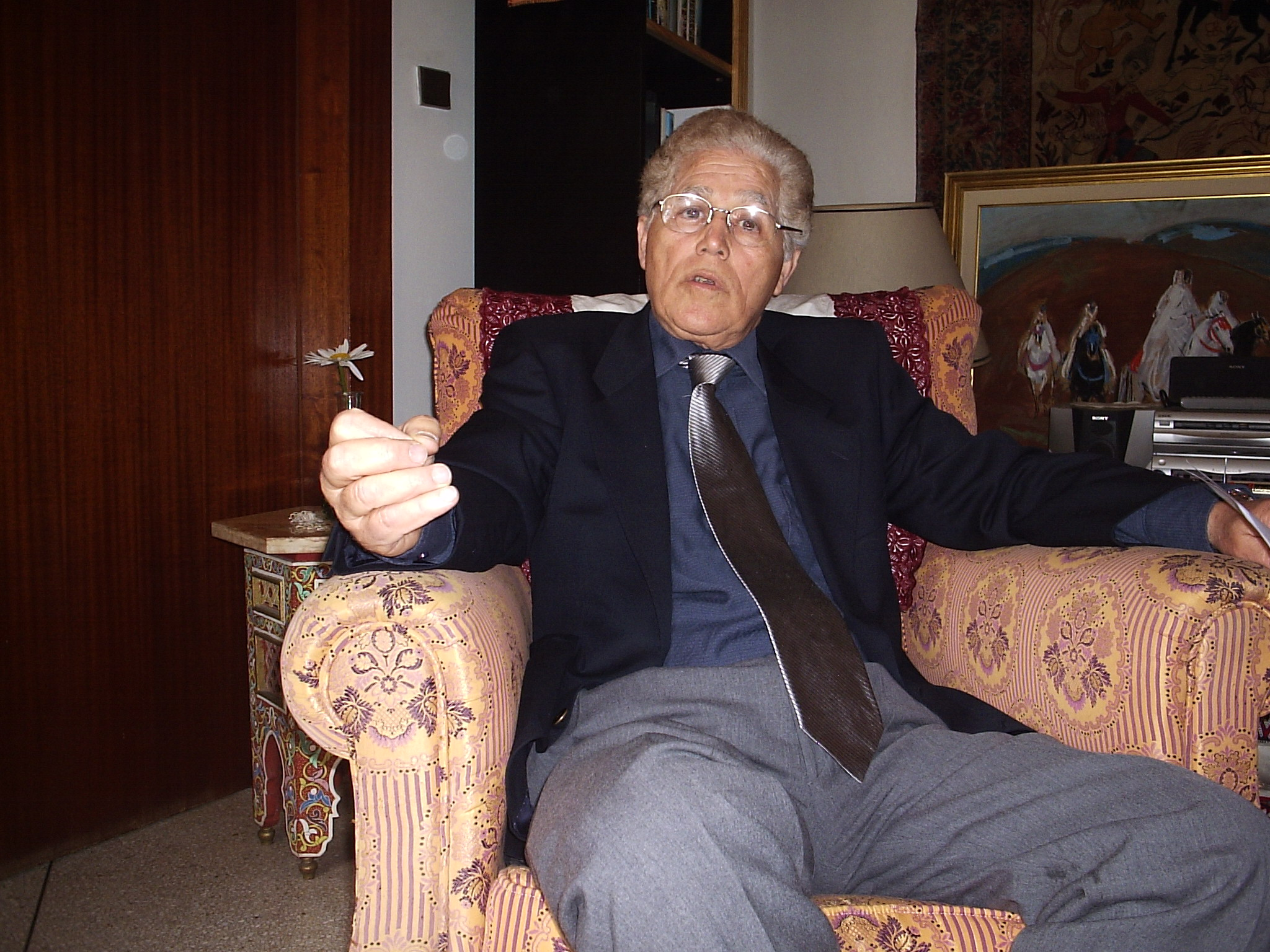
الكاتب عبد الله العروي

العرب والفكر التاريخي كتاب للمفكر والباحث والأكاديمي المغربي عبد الله العروي صدر في عام 1974. الحاصل على جائزة شخصية العام الثقافية في الدورة الحادية عشرة لجائزة الشيخ زايد للكتاب 2017. يُعد من أبرز الكتب التي تطرقت للعلاقة بين الفكر العربي والتاريخ، وقدم قراءة نقدية لتطور الفكر التاريخي العربي، وتحليله في سياقات زمنية متعددة.

## نبذة
يتناول الكتاب موضوع العرب والفكر التاريخي على ضوء الصراع العربي ضد الضغط الأجنبي والذي نتج عن تيار فكري يعلل أهداف التحرير بمنطق تقليدي ليزيد من خطوط تحقيق برنامج التحرير بالانغماس في الواقع المجتمعي. يقوم العروي بعملية مقارنة مزدوجة بين الفكر السلفي والفكر الغربي وبين الواقع العربي والواقع الغربي.... ويحدد موضوع نقد الإيديولوجيا العربية المعاصرة وذلك ببناء تصور يتجاوز مواقف الشيخ والليبرالي والتقني وهم النماذج المتصورة في خطاطته العامة لفئات المثقفين في المجتمع العربي والثقافة العربية المعاصرة، حيث يصبح بديل النماذج المذكورة هو المثقف التاريخاني المدافع عن الحداثة والتحديث في إطار وحدة التاريخ البشري.
يؤكد العروي على أهمية تطوير وعي تاريخي نقدي في العالم العربي؛ لأن الفهم العميق للتاريخ وسيلة لتحديد موقع العرب في العالم اليوم واستشراف المستقبل. ومن ثَم، يدعو المثقفين العرب إلى تجاوز المفاهيم التقليدية للثقافة والتاريخ، والانخراط في حركة "التجديد الفكري والثقافي"، لمواجهة التحديات الحديثة وتحقيق النهضة التي طال انتظارها.

## فصول الكتاب
يتكون الكتاب من مقدمة وسبعة فصول هي كالتالي:
- مقدمة الطبعة الثانية.
- منهج الفكر المغربي المعاصر.

يعرض فيه مفاهيم نحو الفكر والإديولوجيا والطبيعة والقبلية والديمقراطية.
- الفصل الأول: تمهيد: منطق الايديولوجيا العربية المعاصرة.
- الفصل الثاني: العرب والتاريخ.

يستعرض فيه كيف شكل العرب تصورهم عن التاريخ عبر العصور. ويتناول كيفية استجابتهم للتغيرات التاريخية من حولهم مؤكدا على أهمية السياق الثقافي في فهم هذه الاستجابات.
- الفصل الثالث: المضمون القومي للثقافة.
- الفصل الرابع: دراسة الثقافة، ملاحظات منهجية على مؤلفات فون غرونباوم.
- الفصل الخامس: الماركسية تجاه الايديولوجيا الاسلامية.
- الفصل السادس: الماركسية ومثقف العالم الثالث.
- الفصل السابع: خلاصة: أزمة المثقف وأزمة المجتمع.
- كلمة ختامية
- بعض مراجع الكتاب

## اقتباسات
"إن واجب المثقف في الظروف التي نعيشها أن يشهد شهادة أمينة على موقع مجتمعه بين المجتمعات الأخرى بدون تسامح ولا تملق.. أمانة لا يجب التخلي عنها بدعوى الالتصاق بالواقع. وقوى التطزر دائما غالبة مادام في الإنسان حب الحياة"
لقد أخفقت الدعوة الليبرالية لأسباب موضوعية، لكن هذا لا يمنع المؤرخ أن يرى في ذلك الإخفاق سبب تعثر المسيرة العربية...
إن الدراسات التي يشتمل عليها هذا الكتاب هي بمثابة نقد إيديولوجي للإيديولوجيا العربية، وهو نقد موجه أساساً للنخبة المثقفة العربية في مرحلة انتقالية فرضتها اخفاقات الماضي وانحرافات الحاضر.